# Panserfregatten Danmark
Panserfregatten Danmark var egentlig bestilt af Konføderationen under den amerikanske borgerkrig, men som følge af et indviklet politisk spil – se næste afsnit – havnede den i 1864 i Danmark. Den var marinens hidtil største skib, og det var derfor naturligt at give den navnet Danmark. 

## Forhistorien
Under den amerikanske borgerkrig 1861-65 led Konføderationen under manglende værftskapacitet, og dermed manglende mulighed for at matche Unionens flådestyrker. Der blev derfor gjort adskillige forsøg på at udvide flåden med skibe købt i udlandet, selv om stormagterne England og Frankrig principielt afviste at levere til nogen af parterne. Det lykkedes at få bygget et antal handelsskibe, der kunne udrustes som krydsere, men med egentlige krigsskibe lå det langt tungere. Konføderationen ønskede et stort panserskib i stil med La Gloire eller Warrior, og i maj 1862 blev der skrevet kontrakt med Thomsons værft i Glasgow om bygning af en panserfregat. Byggeriet kunne imidlertid ikke holdes skjult for den britiske regering, og for at undgå beslaglæggelse blev kontrakten ophævet i december 1863 med en klausul om, at skibet ikke måtte sælges til Unionen. Det forværrede forhold mellem Danmark og Prøjsen førte til, at den prøjsiske marineminister von Roon i november 1863 sendte en delegation til England for at indkøbe krigsskibe. En af de udsendte ingeniører beså også panserfregatten, men var ikke imponeret og frarådede et køb. I den situation ankom de danske repræsentanter til Skotland i december 1863 og fik gennemført et hurtigt køb, primært for at forhindre skibet i at komme på prøjsiske hænder. Panserskibet blev søsat i februar 1864, og var i september klar til et prøvetogt. Selv om der på det tidspunkt var våbenhvile mellem Danmark og de tyske stater, var der alligevel tvivl om Storbritanniens vilje til at udlevere skibet, så "prøvetogtet" kom til at gå til København via den norske by Horten, der i modsætning til Orlogsværftet havde en tørdok, der var stor nok til at rumme det velvoksne skib. Kort før ankomsten til København blev det bestemt, at panserfregatten skulle hedde Danmark. 

## Tjeneste
Efter afleveringen i København fik Danmark artilleri om bord. Der var imidlertid utilfredshed med, at skibet ikke havde kanoner, der kunne skyde agterud. En ombygning i 1867-68 gjorde dette muligt (se planen). I 1869 var Danmark på togt ved Norge og i Nordatlanten, men det blev aldrig senere sendt til søs. Fra 1893 var Danmark reservekaserneskib, og det udgik af flåden og blev ophugget i 1907.